# Hawaii-akepa
De hawaii-akepa (Loxops coccineus) is een zangvogel uit de familie Fringillidae (vinkachtigen). Het is een bedreigde, endemische vogelsoort  in Hawaï.

## Kenmerken

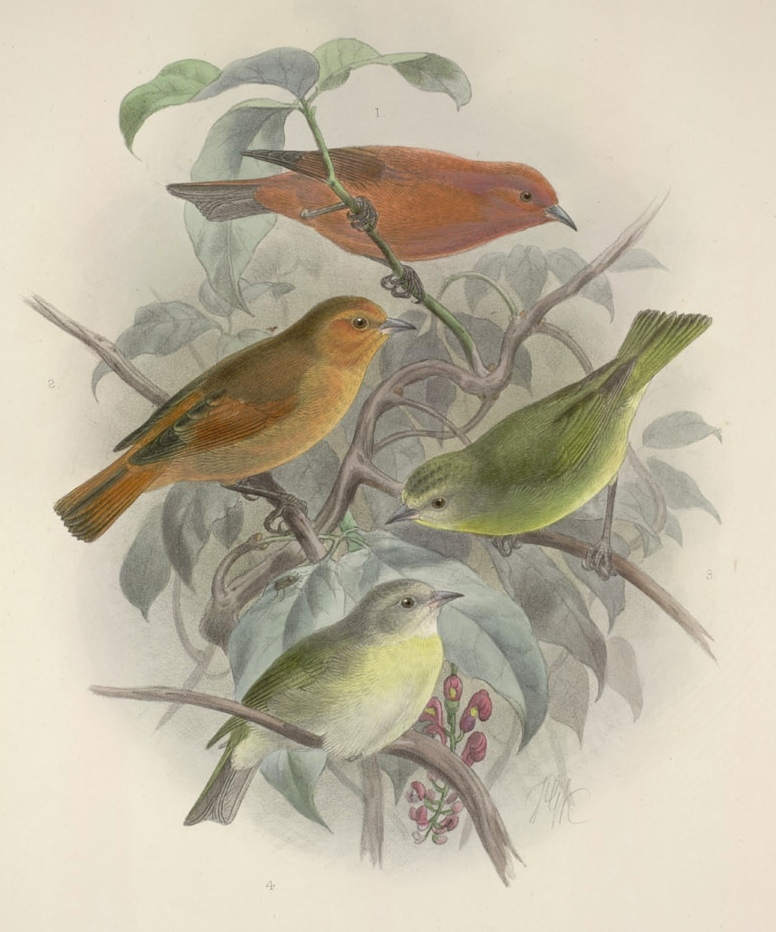
Boven: volwassen mannetje; links: Onvolwassen mannetje, rechts: volwassen vrouwtje, onder: onvolwassen vrouwtje. Afbeeldingen gemaakt door John Gerrard Keulemans.

De vogel is 10 cm lang. Het is een kleine, vinkachtige vogel met een snavel waarvan de snavelpunten elkaar kruisen, maar dat is niet in het veld te zien. Volwassen mannetjes zijn schitterend rood (afbeelding van Keulemans is waarschijnlijk gemaakt van verkleurde balgen). De vleugels en de staart zijn donker. Het vrouwtje is grijsgroen, donkerder van boven en heeft een waas van geel en oranje op de borst. Onvolwassen mannetjes lijken eerst op het (onvolwassen) vrouwtje en worden geleidelijk rood.

## Verspreiding en leefgebied
Deze soort is endemisch op het eiland Hawaï. Het leefgebied bestaat uit oorspronkelijk, montaan bos tussen de 1100 en 2100 m boven zeeniveau, grotendeels alleen nog in natuurreservaten gelegen.

## Status
De hawaii-akepa heeft een beperkt verspreidingsgebied en daardoor is de kans op uitsterven aanwezig. De grootte van de populatie werd in 2000 geschat op 9300 volwassen individuen. Volgens een studie gepubliceerd in 2014 is het mogelijk dat de aantallen stabiel blijven. In het verleden was er habitatverlies. Het leefgebied werd aangetast door ontbossing. Daarnaast is er de introductie van steekmuggen die voor inheemse vogelsoorten schadelijke ziekten overdragen en een voortdurend risico blijven voor inheemse vogelsoorten. Om deze redenen staat deze soort als bedreigd op de Rode Lijst van de IUCN.